# Peter Behrens
Peter Behrens (14 tháng 4 năm 1868 – 27 tháng 1 năm 1940) là một kiến trúc sư và nhà thiết kế đồ họa người Đức. Ông là người đã đặt những viên gạch đầu tiên cho sự phát triển của kiến trúc hiện đại Đức. Các kiến trúc sư hàng đầu của Kiến trúc Hiện đại của thế kỉ 20 như Le Corbusier, Ludwig Mies van der Rohe, Walter Gropius đều làm việc ở xưởng thiết kế của ông.

## Công trình nổi tiếng

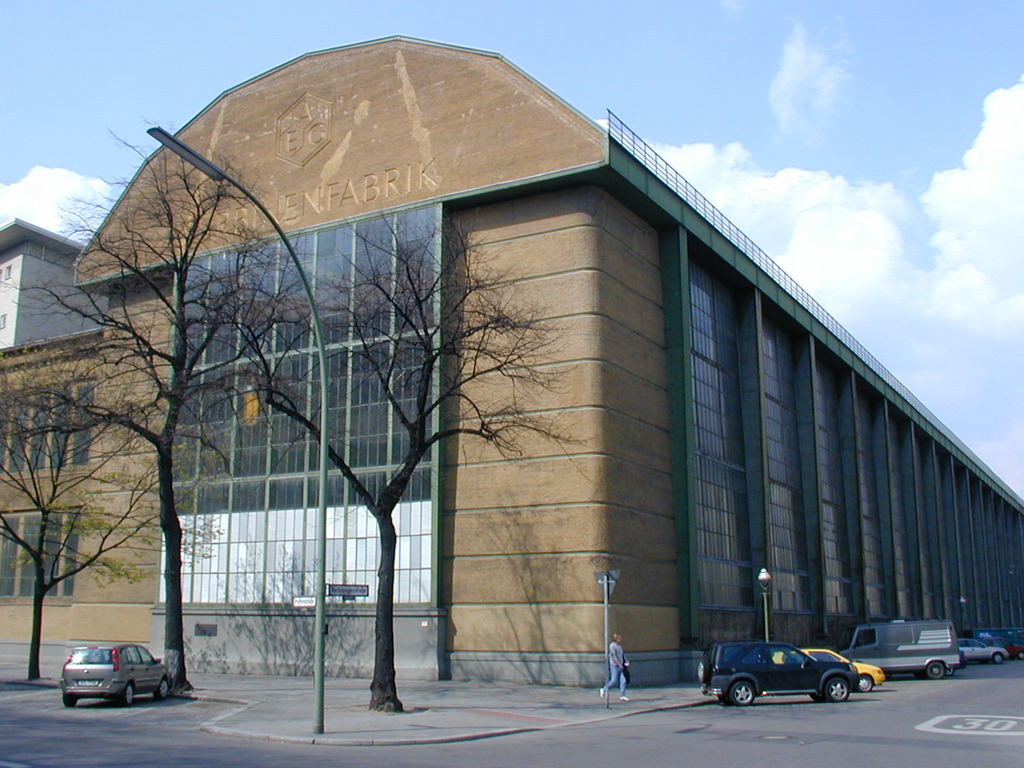
Nhà máy tua bin AEG
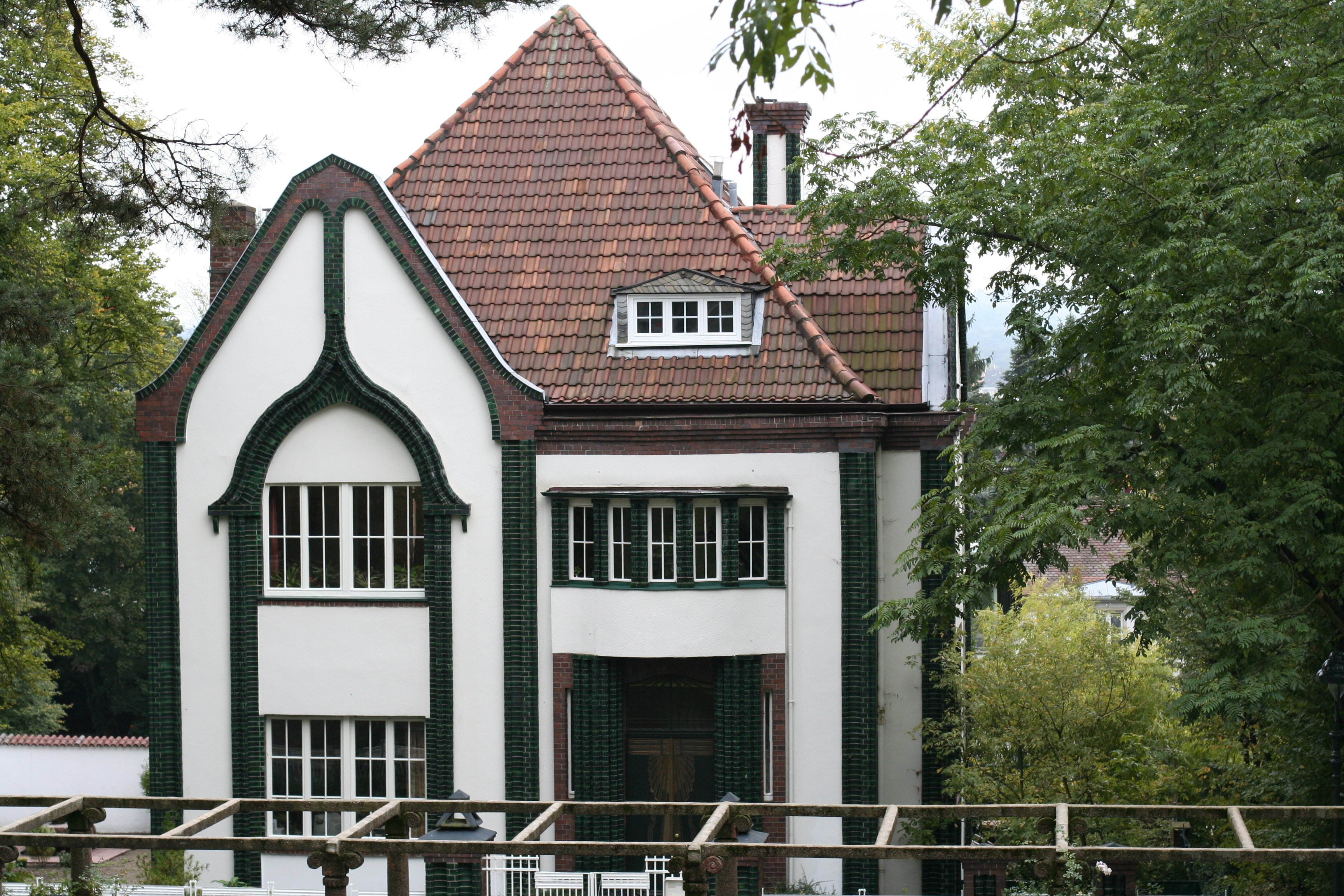
Biệt thự Behrens tại Darmstadt

- Nhà máy tua bin AEG
- Biệt thự Behrens tại Darmstadt